# Shadowland (jeu vidéo)
Pour les articles homonymes, voir Shadowland.
Shadowland, ou Youkai Douchuuki (妖怪道中記, , litt. "Phantom Travel Journal") au Japon, parfois incorrectement traduit par Tales of Monster Path, est un jeu vidéo de plates-formes développé et édité par Namco sur borne d'arcade en 1987, et adapté sur Famicom et PC-Engine en 1988. C'est le premier jeu 16-bits de Namco.

## À noter
- La version PC-Engine a été rééditée sur Wii en 2007 via la Console virtuelle.